# Бийзуа
Бийзуа́ (фр. Billezois) — коммуна во Франции, находится в регионе Овернь. Департамент коммуны — Алье. Входит в состав кантона Лапалис. Округ коммуны — Виши.
Код INSEE коммуны — 03028.

## Население
Население коммуны на 2008 год составляло 377 человек.
| 1962 | 1968 | 1975 | 1982 | 1990 | 1999 | 2008 |
| ---- | ---- | ---- | ---- | ---- | ---- | ---- |
| 249  | 306  | 292  | 297  | 345  | 346  | 377  |

## Экономика
В 2007 году среди 229 человек в трудоспособном возрасте (15—64 лет) 170 были экономически активными, 59 — неактивными (показатель активности — 74,2 %, в 1999 году было 70,7 %). Из 170 активных работали 154 человека (85 мужчин и 69 женщин), безработных было 16 (5 мужчин и 11 женщин). Среди 59 неактивных 21 человек были учениками или студентами, 22 — пенсионерами, 16 были неактивными по другим причинам.

## Достопримечательности
- Церковь XIX века в готическом стиле
- Замок Жиро (в частной собственности)